# 16070 Charops
16070 Charops este o planetă minoră (asteroid), cu un diametru de 63,191 km, din Asteroid troian al lui Jupiter. A fost descoperită pe 8 septembrie 1999 la Experimental Test Site⁠(d) de Lincoln Near-Earth Asteroid Research și a fost numită după Charops⁠(d). 
Obiectul prezintă o orbită caracterizată de o semiaxă mare de 5,1322286 UAi, o excentricitate de 0,1236, o înclinație de 16,25163 ° în raport cu ecliptica.